# Евгений Моргунов
Евгений Александрович Моргунов е съветски и руски театрален и филмов актьор, режисьор, сценарист, филмов продуцент. Заслужил артист на РСФСР (1978).
Известен е с ролята си на Бивалий от триединството „Трус, Балбес и Бивалий“ в поредицата съветски комедии на Леонид Гайдай.

## Биография
Роден е на 27 април 1927 г. в Москва. Завършва Всесъюзния държавен институт по кинематография (1948 г., работилница на С. Герасимов, Т. Макарова).
Работил е в театъра-студио на филмов актьор.
Изиграва около сто роли в киното. Голяма популярност му носят ролите, които изпълнява във филмите на Леонид Гайдай: „Кучето Барбос в необикновен крос“ (1961), „Самогончици“ (1961), „Операция „Ы“ и други приключения на Шурик“ (1965) , „Кавказка пленница“ (1967).
Участва в украински филми: „Героят отива при Марто“ (1954, Хъмфри), „Командирът на кораба“ (1954, еп.), „Пътуване към младостта“ (1956, еп.), „Роден от бурята“ (1957, Кобилански), „Черна вдовица“ (1959, артист), „Звезда на балета“ (1965, Шалобрай), „Училище“ (1980, клоун), „Изстрел в ковчега“ (1992, Ковбасюк), „Смели момчета“ (1993), „Господа художници“ (1994).
След 1998 г. не се снима във филми. Умира от втория си инсулт на 25 юни 1999 г. в Москва.

## Избрана филмография
| Година | Заглавие на български                                       | Оригинално заглавие                                    | Роля                         | Режисьор | Бележки |
| ------ | ----------------------------------------------------------- | ------------------------------------------------------ | ---------------------------- | -------- | ------- |
| 1961   | „Кучето Барбос в необикновен крос“                          | Пёс Барбос и необычный кросс                           | Бивалий                      |          |         |
| 1962   | „Самогончици“                                               | Самогонщики                                            | Бивалий                      |          |         |
| 1963   | „Шевове-пътечки“                                            | Стёжки-дорожки                                         | патрулен полицай             |          |         |
| 1964   | „Дайте книгата за жалби“                                    | Дайте жалобную книгу                                   | директор на магазин за дрехи |          |         |
| 1965   | „Операция „Ы“ и други приключения на Шурик“                 | Операция Ы и другие приключения Шурика                 | Бивалий                      |          |         |
| 1967   | „Кавказка пленница“                                         | Кавказская пленница                                    | Бивалий                      |          |         |
| 1968   | „Седем старци и едно момиче“                                | Семь стариков и одна девушка                           | Бивалий                      |          |         |
| 1977   | „Тези невероятни музиканти или новите съновидения на Шурик“ | Эти невероятные музыканты, или Новые сновидения Шурика | епизодична                   |          |         |
| 1994   | „Ералаш (випуск 106)“                                       | Ералаш                                                 | Директор на училище          |          |         |